# Pseudopanthera interligata
Pseudopanthera interligata är en fjärilsart som beskrevs av Barend J. Lempke 1970. Pseudopanthera interligata ingår i släktet Pseudopanthera och familjen mätare. Inga underarter finns listade.